# Delias nysa
[carece de fontes?]

Delias nysa, a Jezebel-amarela, é uma borboleta da família Pieridae. Ela pode ser encontrada na Austrália (Nova Gales do Sul, Queensland e Victoria), Nova Caledónia e Vanuatu.
A envergadura das suas asas é 50 milímetros.
As larvas se alimentam de várias espécies, entre elas Amyema gaudichaudii, Korthalsella japonica, Korthalsella breviarticulata e Korthalsella rubra.

## Subespécies
- Delias nysa nysa (de Cairns a Wollongong)
- Delias nysa nivira Waterhouse & Lyell, 1914 (norte de Queensland)
- Delias nysa caledonica Nieuwenhuis e Howarth, 1969 (Nova Calcedónia)